# T-70

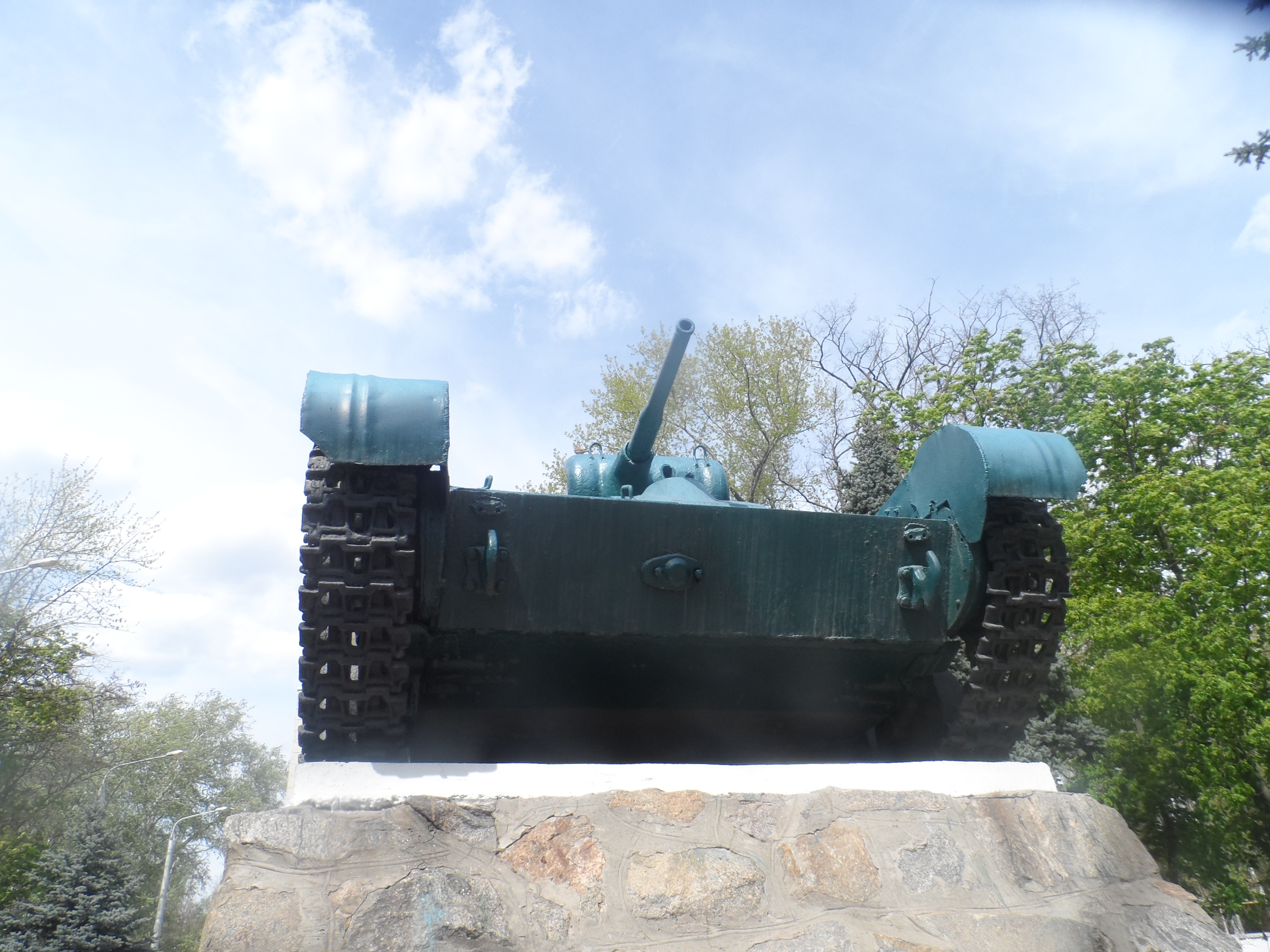

De T-70 was een Sovjet-Russische lichte tank die ontworpen werd in de Tweede Wereldoorlog. Hij was bedoeld om de T-60 en T-50 te vervangen, die respectievelijk dienstdeden als verkenningstank en infanterietank. De tank had twee bemanningsleden en werd later vervangen door de T-80 met een tweemans-koepel. De tank werd nauwelijks geproduceerd, omdat lichte tanks uit de oorlog werden teruggetrokken. Ook is er gemechaniseerd luchtafweergeschut gebouwd op de basis van de T-70, de T-90.